# الکس سوارز (بازیکن فوتبال، زاده ۱۹۹۳)
الکس سوارز (انگلیسی: Álex Suárez؛ زادهٔ ۱۸ مارس ۱۹۹۳) بازیکن فوتبال اهل اسپانیا است.